# Bert Shepard
Bert Robert Shepard (* 28. Juni 1920 in Dana, Indiana; † 16. Juni 2008 in Highland, Kalifornien) war ein US-amerikanischer Baseballspieler in der Major League Baseball (MLB) auf der Position des Pitchers. Aufgrund einer Kriegsverletzung spielte Shepard, als erster Spieler in der MLB, mit einer Beinprothese.

## Leben
Bert Shepard wurde 1920 in Dana, einem kleinen Ort im US-Bundesstaat Indiana geboren. Er spielte zunächst als Pitcher in Bisbee bei den „Bisbee Bees“ in der Baseballliga Arizona–Texas.
Nach dem Kriegseintritt der Vereinigten Staaten meldete sich Shepard zum Militärdienst und wurde zum Piloten für das Kampfflugzeug Lockheed P-38 ausgebildet. Anfang 1944 verlegte man seine Einheit nach Großbritannien. Bei seinem 34. Einsatz am 21. Mai 1944 wurde seine Maschine bei Hamburg abgeschossen. Er überlebte schwerverletzt, sein rechtes Bein musste unterhalb des Knies vom deutschen Militärarzt Ladislaus Loidl, Leutnant der deutschen Luftwaffe, amputiert werden. Nach einigen Stationen kam Shepard schließlich Mitte 1944 in das Kriegsgefangenenlazarett für westalliierte Flugzeugbesatzungen, Stammlager IX C(b) nach Meiningen in Südthüringen. Der kanadische Arzt Doug Errey, ebenfalls Kriegsgefangener, fertigte für Bert eine erste provisorische Beinprothese. Shepard begann kurz darauf auf dem Gelände des Stalags wieder zu trainieren um später seine Karriere als Pitcher fortsetzen zu können. Im Januar 1945 kam er bei einem Kriegsgefangenenaustausch wieder frei und gelangte am 21. Februar 1945 wieder in seine Heimat.
Robert P. Patterson, Vize-Kriegsminister der USA, vermittelte Bert Shepard an Clark Griffith, den ehemaligen Pitcher der Chicago Colts und damaligen Besitzer der Washington Senators. Bereits im März 1945 erhielt Shepard eine neue Prothese. Am 4. August 1945 kam er zu seinem einzigen Einsatz als Pitcher in der MLB beim Spiel gegen die Boston Red Sox. Aufgrund seines Handicaps absolvierte er keine weiteren Spiele in der MLB mehr und arbeitete bis 1954 als Spielertrainer in unteren Ligen. Anschließend war er bei IBM und Hughes Aircraft als Ingenieur beschäftigt. Shepard gewann 1968 und 1971 die US-Golf-Meisterschaften für Amputierte.
Am 31. August 1945 erhielt Bert Shepard die Auszeichnung Distinguished Flying Cross für seine Verdienste als Pilot im Zweiten Weltkrieg.
Bert Shepard starb am 16. Juni 2008 kurz vor seinem 88. Geburtstag in Highland, Kalifornien. Er wurde auf dem Riverside National Friedhof, einem Friedhof für Militärangehörige der Vereinigten Staaten in Riverside, Kalifornien, beerdigt.